# Landgericht Bissingen
Das Landgericht Bissingen war ein Amt mit Sitz in Bissingen, einer Gemeinde im heutigen Landkreis Dillingen an der Donau (Bayern). Das Landgericht bestand von 1852 bis 1862 und gehörte zum Regierungsbezirk Schwaben und Neuburg.

## Lage
Das Landgericht Bissingen grenzte im Norden an das Landgericht Nördlingen, im Osten an das Landgericht Donauwörth, im Süden und Westen an das Landgericht Höchstädt.

## Geschichte
Das Landgericht Bissingen wurde 1852 gebildet aus Gemeinden vom
- Herrschaftsgericht Bissingen: alle außer Hohen- und Niederaltheim;
- Landgericht Nördlingen: Aufhausen und Zoltingen;
- Herrschaftsgericht Harburg: Mauren, Rohrbach und Schaffhausen;
- Herrschaftsgericht Wallerstein: Forheim.

Die bis dahin selbständige Gemeinde Obermagerbein wurde nach Fronhofen eingemeindet.
Das Landgericht Bissingen hatte 1852 eine Gebietsfläche von 1,829 Quadratmeilen (ca. 100 Quadratkilometer) und insgesamt 6518 Einwohnern. 1861 waren es ca. 6000 Einwohner. Sie bestand aus 26 Gemeinden (mit den jeweiligen Einwohnerzahlen):
Aufhausen 348, Bissingen 541, Bollstadt 331, Brachstadt 294, Buggenhofen 103, Burgmagerbein 110, Diemantstein 470, Forheim 322, Fronhofen 181, Gaishardt 116, Göllingen 148, Hochstein 231, Kesselostheim 98, Leiheim 108, Mauren 478, Oberringingen 230, Oppertshofen 266, Rohrbach 260, Schaffhausen 168, Stillnau 221, Thalheim 135, Unterbissingen 312, Untermagerbein 261, Unterringingen 181, Warnhofen 128 und Zoltingen 155.
1862 wurde das Landgericht Bissingen aufgelöst. Die Gemeinden wurden an die umliegenden Landgerichte überwiesen:
- Landgericht Höchstädt: Bissingen, Buggenhofen, Burgmagerbein, Diemantstein, Fronhofen, Gaishardt, Göllingen, Hochstein, Kesselostheim, Leiheim, Oberringingen, Stillnau, Thalheim, Unterbissingen, Unterringingen, Warnhofen, Zoltingen;
- Landgericht Donauwörth: Brachstadt, Mauren, Oppertshofen;
- Landgericht Nördlingen: Aufhausen, Bollstadt, Forheim, Rohrbach, Untermagerbein, Schaffhausen.

## Struktur
| Gemeinde       | Ortsteile          | Herkunft                       | Weiterer Verbleib      |
| -------------- | ------------------ | ------------------------------ | ---------------------- |
| Aufhausen      | Aufhausen          | Landgericht Nördlingen         | Landgericht Nördlingen |
| Bissingen      | Bissingen          | Herrschaftsgericht Bissingen   | Landgericht Höchstädt  |
|                | Herrenmühle        | Herrschaftsgericht Bissingen   | Landgericht Höchstädt  |
|                | Kallertshofen      | Herrschaftsgericht Bissingen   | Landgericht Höchstädt  |
|                | Neutenmühle        | Herrschaftsgericht Bissingen   | Landgericht Höchstädt  |
|                | Stegmühle          | Herrschaftsgericht Bissingen   | Landgericht Höchstädt  |
| Bollstadt      | Bollstadt          | Herrschaftsgericht Bissingen   | Landgericht Nördlingen |
|                | Fohlenhaus         | Herrschaftsgericht Bissingen   | Landgericht Nördlingen |
| Brachstadt     | Brachstadt         | Herrschaftsgericht Bissingen   | Landgericht Donauwörth |
|                | Abtsholzerhof      | Herrschaftsgericht Bissingen   | Landgericht Donauwörth |
|                | Rottmanshof        | Herrschaftsgericht Bissingen   | Landgericht Donauwörth |
|                | Seibertsweiler     | Herrschaftsgericht Bissingen   | Landgericht Donauwörth |
| Buggenhofen    | Buggenhofen        | Herrschaftsgericht Bissingen   | Landgericht Höchstädt  |
| Burgmagerbein  | Burgmagerbein      | Herrschaftsgericht Bissingen   | Landgericht Höchstädt  |
|                | Leitenhof          | Herrschaftsgericht Bissingen   | Landgericht Höchstädt  |
|                | Reimertshof        | Herrschaftsgericht Bissingen   | Landgericht Höchstädt  |
| Diemantstein   | Diemantstein       | Herrschaftsgericht Bissingen   | Landgericht Höchstädt  |
| Forheim        | Forheim            | Herrschaftsgericht Wallerstein | Landgericht Nördlingen |
|                | Kartheusen         | Herrschaftsgericht Wallerstein | Landgericht Nördlingen |
|                | Papiermühle        | Herrschaftsgericht Wallerstein | Landgericht Nördlingen |
| Fronhofen      | Fronhofen          | Herrschaftsgericht Bissingen   | Landgericht Höchstädt  |
|                | Hohenburgermühle   | Herrschaftsgericht Bissingen   | Landgericht Höchstädt  |
|                | Obermagerbein      | Herrschaftsgericht Bissingen   | Landgericht Höchstädt  |
|                | Ölmühle            | Herrschaftsgericht Bissingen   | Landgericht Höchstädt  |
|                | Tuifstädt          | Herrschaftsgericht Bissingen   | Landgericht Höchstädt  |
| Gaishardt      | Gaishardt *        | Herrschaftsgericht Bissingen   | Landgericht Höchstädt  |
|                | Obergaishardt *    | Herrschaftsgericht Bissingen   | Landgericht Höchstädt  |
|                | Untergaishardt *   | Herrschaftsgericht Bissingen   | Landgericht Höchstädt  |
| Göllingen      | Göllingen          | Herrschaftsgericht Bissingen   | Landgericht Höchstädt  |
| Hochstein      | Hochstein          | Herrschaftsgericht Bissingen   | Landgericht Höchstädt  |
| Kesselostheim  | Kesselostheim      | Herrschaftsgericht Bissingen   | Landgericht Höchstädt  |
| Leiheim        | Leiheim            | Herrschaftsgericht Bissingen   | Landgericht Höchstädt  |
| Mauren         | Mauren             | Herrschaftsgericht Harburg     | Landgericht Donauwörth |
|                | Obere Reismühle    | Herrschaftsgericht Harburg     | Landgericht Donauwörth |
|                | Spielberg          | Herrschaftsgericht Harburg     | Landgericht Donauwörth |
| Oberringingen  | Oberringingen      | Herrschaftsgericht Bissingen   | Landgericht Höchstädt  |
|                | Fallhaus           | Herrschaftsgericht Bissingen   | Landgericht Höchstädt  |
|                | Hochdorf           | Herrschaftsgericht Bissingen   | Landgericht Höchstädt  |
| Oppertshofen   | Oppertshofen       | Herrschaftsgericht Bissingen   | Landgericht Donauwörth |
| Rohrbach       | Rohrbach           | Herrschaftsgericht Harburg     | Landgericht Nördlingen |
|                | Thurneck           | Herrschaftsgericht Harburg     | Landgericht Nördlingen |
| Schaffhausen   | Schaffhausen       | Herrschaftsgericht Harburg     | Landgericht Nördlingen |
| Stillnau       | Stillnau           | Herrschaftsgericht Bissingen   | Landgericht Höchstädt  |
| Thalheim       | Thalheim           | Herrschaftsgericht Bissingen   | Landgericht Höchstädt  |
| Unterbissingen | Unterbissingen     | Herrschaftsgericht Bissingen   | Landgericht Höchstädt  |
|                | Buch am Rannenberg | Herrschaftsgericht Bissingen   | Landgericht Höchstädt  |
| Untermagerbein | Untermagerbein     | Herrschaftsgericht Bissingen   | Landgericht Nördlingen |
| Unterringingen | Unterringingen     | Herrschaftsgericht Bissingen   | Landgericht Höchstädt  |
| Warnhofen      | Warnhofen          | Herrschaftsgericht Bissingen   | Landgericht Höchstädt  |
|                | Kömertshof         | Herrschaftsgericht Bissingen   | Landgericht Höchstädt  |
| Zoltingen      | Zoltingen          | Landgericht Nördlingen         | Landgericht Höchstädt  |